# Томаш Горжава
Томаш Горжава (чеськ. Tomáš Hořava, нар. 29 травня 1988) — чеський футболіст, півзахисник клубу «Вікторія» (Пльзень) та національної збірної Чехії.

## Клубна кар'єра
Вихованець юнацьких команд футбольних клубів «Дрновіце», «Брно» та Сігма (Оломоуць).
У дорослому футболі дебютував 2006 року виступами за команду клубу Сігма (Оломоуць), в якій провів сім сезонів, взявши участь у 132 матчах чемпіонату і вигравши 2012 року національний кубок та суперкубок.
Перед початком сезону 2013/2014 перейшов до «Вікторії» (Пльзень) за 14 мільйонів крон, підписавши чотирирічний контракт. 
У домашньому матчі-відповіді 3-го кваліфікаційного раунду Ліги чемпіонів 2013/2014, 7 серпня 2013 року проти естонського «Нимме Калью» забив свій дебютний гол у Лізі Чемпіонів. «Вікторія» виграла 6:2 і вийшла в наступний раунд. 
Наразі встиг відіграти за пльзенську команду 15 матчів в національному чемпіонаті.

## Виступи за збірні
Протягом 2008–2011 років залучався до складу молодіжної збірної Чехії. Томаш зіграв за молодіжну збірну Чехії 17 матчів (12 перемог, 1 нічия, 4 поразки). У червні 2011 року він взяв участь у чемпіонаті Європи в 21 років у Данії, де чеська команда досягла півфіналу. 
У листопаді 2012 року він був вперше викликаний Міхалом Білек замість травмованого Томаша Гюбшмана в чеську національну збірну на матч зі збірною Словаччини 14 листопада 2012 року в Оломоуці. Томаш вийшов на заміну 79-й хвилині замість Владіміра Даріди. Матч закінчився з рахунком 3:0 на користь збірної Чехії. Другий матч за збірну він провів 14 серпня 2013 року, зігравши в товариському матчі в Будапешті проти збірної Угорщини (1:1). А вже в третьому матчі проти збірної Канади, який відбувся 15 листопада 2013 року, Горжава забив свій перший гол у футболці збірної, допомігши своїй збірній виграти 2:0.
Наразі провів у формі головної команди країни 3 матчі, забивши 1 гол.

## Титули і досягнення
- Чемпіон Чехії (2):

«Вікторія» (Пльзень): 2014-15, 2015-16
- Володар Кубка Чехії (1):

«Сігма»: 2011-12
- Володар Суперкубка Чехії (2):

«Сігма»: 2012
«Вікторія» (Пльзень): 2015